# Marrit Leenstra
Marrit Leenstra (n. 10 mai 1989, Wijckel⁠(d), De Fryske Marren⁠(d), Provincia Frizia, Țările de Jos) este o sportivă ce a reprezentat Țările de Jos, medaliată olimpică. A participat la 2 ediții ale Jocurilor Olimpice (2014, 2018) în care a câștigat o medalie de aur.